# Dvojštítník břichatý
Dvojštítník břichatý (Dipelta yunnanensis, syn. D. ventricosa) je druh rostliny z čeledi zimolezovité. Je to opadavý keř s jednoduchými vstřícnými listy a zvonkovitými růžovými květy které mají na bázi nápadné ledvinité listeny. Vyskytuje se v Číně a v České republice je poměrně zřídka pěstován jako okrasný keř.

## Popis
Dvojštítník břichatý je opadavý vzpřímený keř dorůstající výšky až 4 metrů. Listy jsou eliptické až kopinaté, 5 až 10 cm dlouhé a 2 až 4 cm široké, na vrcholu dlouze zašpičatělé, celokrajné nebo výjimečně na okraji oddáleně zubaté. Na líci jsou řídce chloupkaté, na rubu bělavě vlnaté zejména na středním žebru, na okraji brvité. Květy jsou podepřené 4 listeny, z nichž 2 jsou větší, ledvinovité, zbývající menší a nestejné. Za plodu se listeny zvětšují. Kalich je pětičetný, do 1/2 až 2/3 členěný, chlupatý. Koruna je bílá až sytě růžová, dvoupyská, 2 až 4 cm dlouhá. Na bázi se zužuje ve velmi krátkou, úzkou trubku a je vydutá. Na spodním pysku koruny je žlutooranžová kresba. Semeník je chlupatý a nese lysou čnělku. Plodem je vejcovitá nažka s vytrvalým kalichem na vrcholu, uzavřená ve zvětšených vytrvalých listenech v podobě ledvinovitého, tenkého křídla.

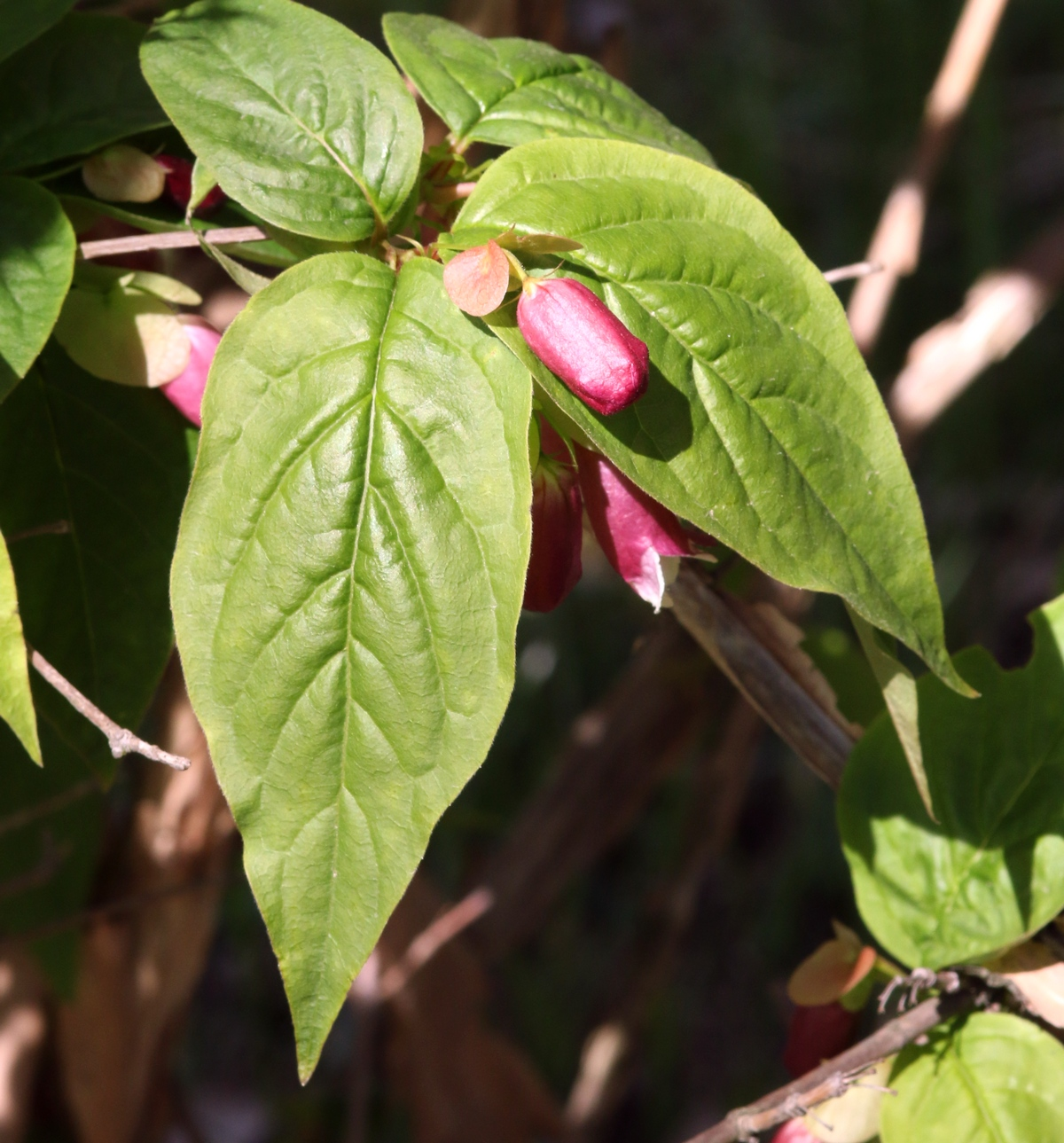
Větévka s poupaty
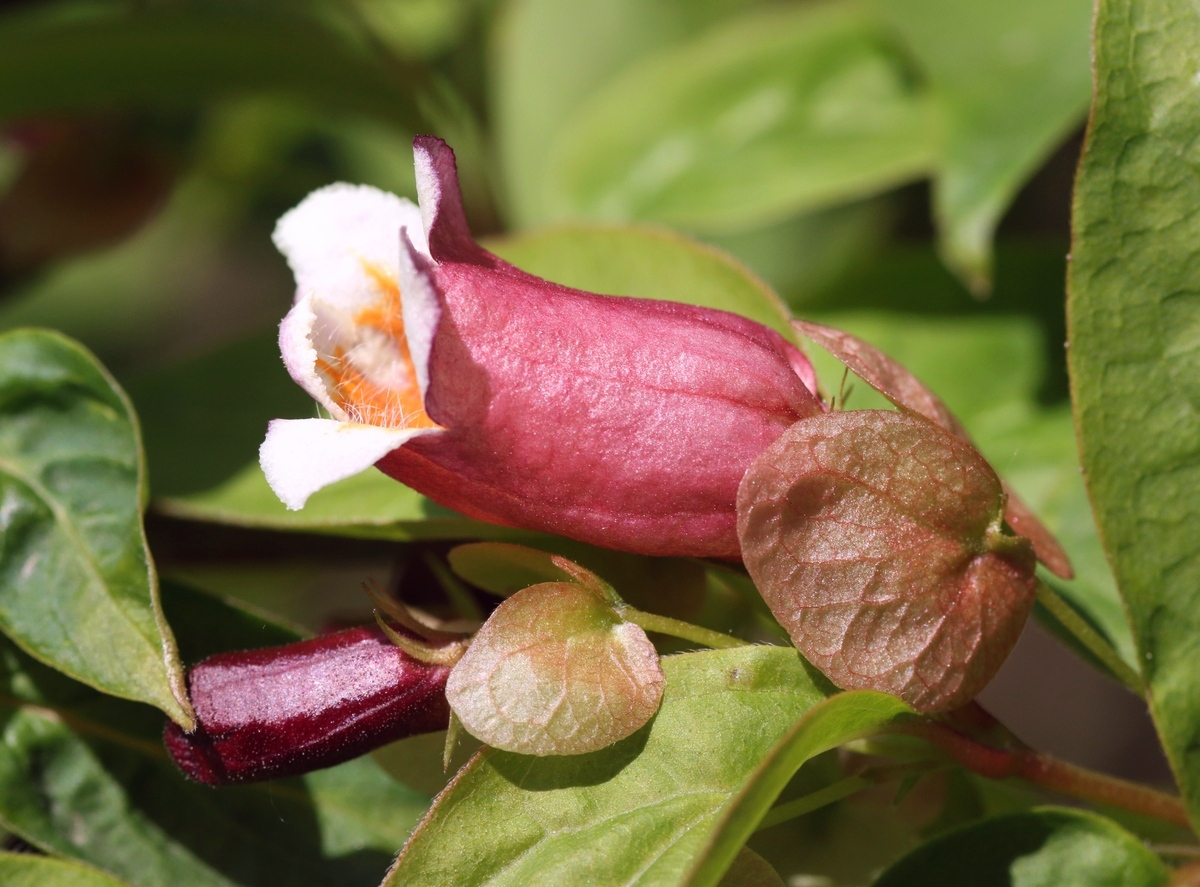
Květ, boční pohled
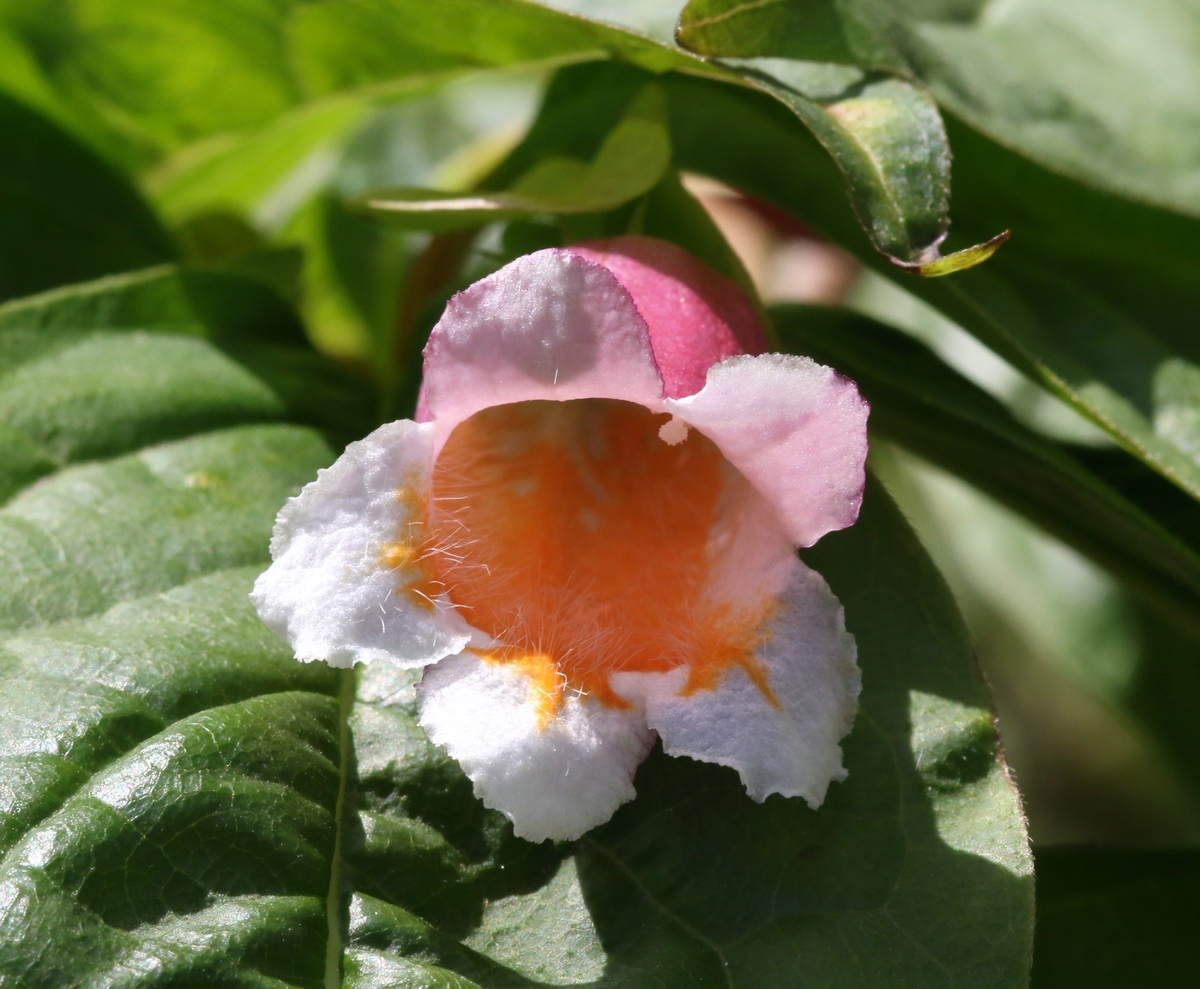
Květ, čelní pohled

## Rozšíření
Dvojštítník břichatý se vyskytuje ve střední a jihozápadní Číně v provinciích Kan-su, Kuej-čou, Chu-pej, Šen-si, S’-čchuan a Jün-nan. Roste v horských smíšených lesích a keřové vegetaci v nadmořských výškách od 800 do 2400 metrů.

## Taxonomie
Dvojštítník břichatý byl v minulosti znám pod názvem Dipelta ventricosa (popsán v roce 1908) a v České republice se většinou pěstuje a uvádí pod tímto názvem. Současná taxonomie jej ztotožňuje s druhem Dipelta yunnanensis, popsaným v roce 1891. Některé zdroje řadí na základě studie z roku 2013 druhy rodu Dipelta do široce pojatého druhu Linnaea. Tento druh je v takovém pojetí uváděn pod názvem Linnaea yunnanensis.

## Význam
Druh je v České republice poměrně zřídka pěstován jako okrasný keř. Je vysazen např. v alpínu Průhonického parku a v Pražské botanické zahradě v Tróji. Nejsou uváděny žádné okrasné kultivary.